# Les Hydropathes
Les Hydropathes fue un club literario de París, fundado por el poeta y novelista Émile Goudeau, que existió entre 1878 y 1880, y después, de forma efímera, en 1884.

## Historia del club

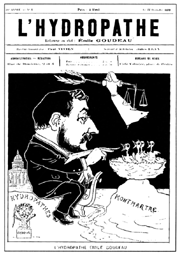
Portada del número 4 de la revista L'Hydropathe, 1879.

Después de la guerra de 1870 se crearon en París muchos clubes literarios cuya longevidad e importancia fueron muy variadas. El club de los Hydropathes fue uno de los más importantes, tanto por su duración en el tiempo como por los artistas que participaron en él.
El club fue creado por Émile Goudeau el 11 de octubre de 1878. Eligió el nombre de «Hydropathes» —etimológicamente ‘a los que el agua pone enfermos’ o ‘a los que el agua les da asco’—, quizá a partir de un vals llamado Hydropathen-valsh de Joseph Gungl por el que sentía predilección. También cabe pensar que se trata de un juego de palabras con el nombre del fundador, Goudeau, es decir, «goût d’eau», ‘repulsión por el agua’, lo que da como resultado «Hydropathes».
—¿Por qué ha adoptado su sociedad el nombre de Hydropathe?, preguntaron a uno de nuestros socios.

—Porque tiene a Goudeau, y celebra sus reuniones en el hotel Boileau.
Puede tratarse, por último, de un guiño irónico a la hidra, el animal cuyas cabezas vuelven a crecer a medida que se las corta, y que se tratase de «la hidra de la Revolución», «la hidra de la anarquía» o, de modo más serio, de «la hidra de las convenciones burguesas».
El principal objetivo del club era celebrar la literatura y especialmente la poesía. Los participantes declamaban en voz alta ante los asistentes sus versos o su prosa en las sesiones del viernes por la noche. Pero los miembros profesaban igualmente un rechazo del agua como bebida en beneficio de vino. Charles Cros escribió:

Hydropathes, chantons en cœur

La noble chanson des liqueurs.
Hydropathes, cantemos de corazón

la noble canción de los licores.

El club tuvo un gran éxito. Desde su primera sesión reunió a setenta y cinco personas y más tarde contó entre trescientos y trescientos cincuenta participantes. Este éxito se debió en gran parte a su presidente y animador Émile Goudeau, pero también a una cierta benevolencia de las autoridades y a la facilidad de inscripción. No obstante, el que quería inscribirse estaba obligado a mencionar en su solicitud al presidente algún tipo de talento en literatura, poesía, música, declamación o cualquier otro arte. En los meses siguientes, numerosos artículos periodísticos en Francia y Bélgica publicaron reportajes elogiosos de las reuniones del Club des Hydropathes, y en enero de 1879 apareció la revista del mismo nombre, fundada por Goudeau. La fundación del club se presentaba en ella de la siguiente manera:

«En aquel tiempo, éramos un grupo joven compuesto por artistas, poetas y estudiantes. Nos reuníamos todas las tardes en el primer piso de un café del Barrio Latino, tocábamos música y recitábamos versos. Pero la música no  gustaba a todo el mundo. No siempre nos gusta, cuando se juega a las cartas o al ajedrez, oír cantar detrás de uno, por mucho que el cantante sea excelente. A menudo molestábamos y nos molestaban. Decididamente necesitábamos un local para nosotros. De la idea de un local a la idea de un club solo había un paso. Dicho y hecho: el Círculo de los Hydropathes estaba fundado. Su creación se debió sobre todo a la actividad de Émile Goudeau. Era justo que fuera elegido presidente.»

La revista contó treinta y dos números entre 1879 y mayo de 1880. En ella se transcribían las intervenciones, poemas o monólogos de los miembros del club y, en cada uno de sus números, contaba con la presentación de una personalidad cercana al grupo, desde André Gill a Sarah Bernhardt y de Charles Cros a Alphonse Allais, que aparecía caricaturizada en portada y era objeto de un artículo elogioso en la segunda página. Pronto fue sustituida por otra revista titulada Tout-París, cuya existencia fue efímera —cinco números entre mayo y junio de 1880—.
El club se reunió al principio en un café del Barrio Latino, el Café de la Rive Gauche, en la esquina de la calle Cujas y el bulevar Saint-Michel, y luego, a causa de las protestas del vecindario por el ruido, en diversos locales del mismo barrio. Después de una serie de escándalos provocados por el trío de Jules Jouy, Sapeck y Alphonse Allais, que lanzaron petardos y fuegos artificiales, el club desapareció en 1880. Pero al año siguiente, la mayoría de los exmiembros del Club des Hydropathes se reencontró en Le Chat Noir de Rodolphe Salis, abierto en diciembre de 1881.
Varios ex hydropathes se unieron, también en 1881, a otro grupo: Les Hirsutes, cuyo presidente, Maurice Petit, fue luego sustituido por Goudeau. El grupo de los Hirsutes se deshizo en febrero de 1884. Renació a continuación bajo el nombre de Hydropathes, pero dejó de funcionar en julio de ese mismo año. Los cafés de la rive droite (margen derecha), con Le Chat Noir a la cabeza, habían sustituido a los de la rive gauche (margen izquierda) como lugares de encuentro preferidos por la bohemia estudiantil.
Los antiguos Hydropathes se reencontraron en 1928, convocados por Jules Lévy, para celebrar el quincuagésimo aniversario del grupo en la Sorbona, en una ceremonia que reunió a cincuenta y cuatro antiguos miembros y que fue tema de un artículo en la primera página de Le Figaro.

## Personalidadeshydropathes
- Paul Arène
- François Coppée
- Alphonse et Paul-Émile Allais
- Léon Bloy
- Paul Bourget
- Ernest Cabaner
- Coquelin Cadet
- Félicien Champsaur
- Émile Cohl
- Coquelin Cadet
- Charles Cros
- André Gill
- Jules Laforgue
- Maurice Mac-Nab
- Jean Rameau
- Jean Richepin
- Gustave Rivet
- Maurice Rollinat
- Laurent Tailhade
- Georges Tiret-Bognet

[...]

## Les Hydropathes, hoy
Desde 2010, un grupo de artistas originarios de Montmartre y sus alrededores ha reanudado la tradición «hydropathesca» del amor al vino y a las letras alrededor de la creación musical, cinematográfica, fotográfica, del diseño y de la organización de veladas. Autodefinido como un «colectivo artístico y festivo», fue reuniéndose regularmente en la plaza Émile-Goudeau como conocieron a sus difuntos predecesores y decidieron portar esta antorcha tristemente apagada desde el siglo XIX.

## Artistas principales
Les Brasseurs (fabricantes de cerveza)
Edouard Bressy (fotógrafo)
Gaspard Hex (creador/joyero, DJ)
Highground (músicos hip/hop funk)
Jean-Pierre Prod (realizador, montador, diseñador gráfico, músico, fotógrafo, webmaster)
Louis Meuns (DJ)
La Mouche (músicos rockabilly, rock, ska)
Nils Dupré (diseñador, músico)
Paul Zonk (DJ, productor de música electrónica)
Roman Szymczak (arquitecto, escenógrafo)
Roméo et Teddy (músicos de rap)
Underground Beats (músicos de rock y soul psicodélico)
10Strict-AJ (músicos de hip/hop, rap)

## Otros
Existe en Périgueux, lugar de nacimiento de Émile Goudeau, un club de poesía que tomó el mismo nombre de «Les Hydropathes de Périgueux» desde 1999 (Ley de Asociaciones de 1901). El club publica un periódico mensual desde hace doce años y acaba de llegar al número 138. Está compuesto no solo por una veintena de poetas sino también por músicos y pintores. Los miembros fundadores son Jean-Claude Lemoine y Eduardo Leon y han reunido a poetas conocidos en Périgueux, entre ellos Jean Boussuges y Maurice Melliet. Desde hace doce años el presidente es el poeta y fotógrafo Maurice Melliet, con un presidente honorario y vitalicio que fue el poeta de Périgueux Jean Boussuges, fallecido el 20 de febrero de 2013 a los 75 años. El secretario es Jacques Clerin y el tesorero, Pierre Mullon.